# Buick Roadmaster (1990)
Buick Roadmaster – samochód osobowy klasy luksusowej produkowany pod amerykańską marką Buick w latach 1991 – 1996.

## Historia i opis modelu

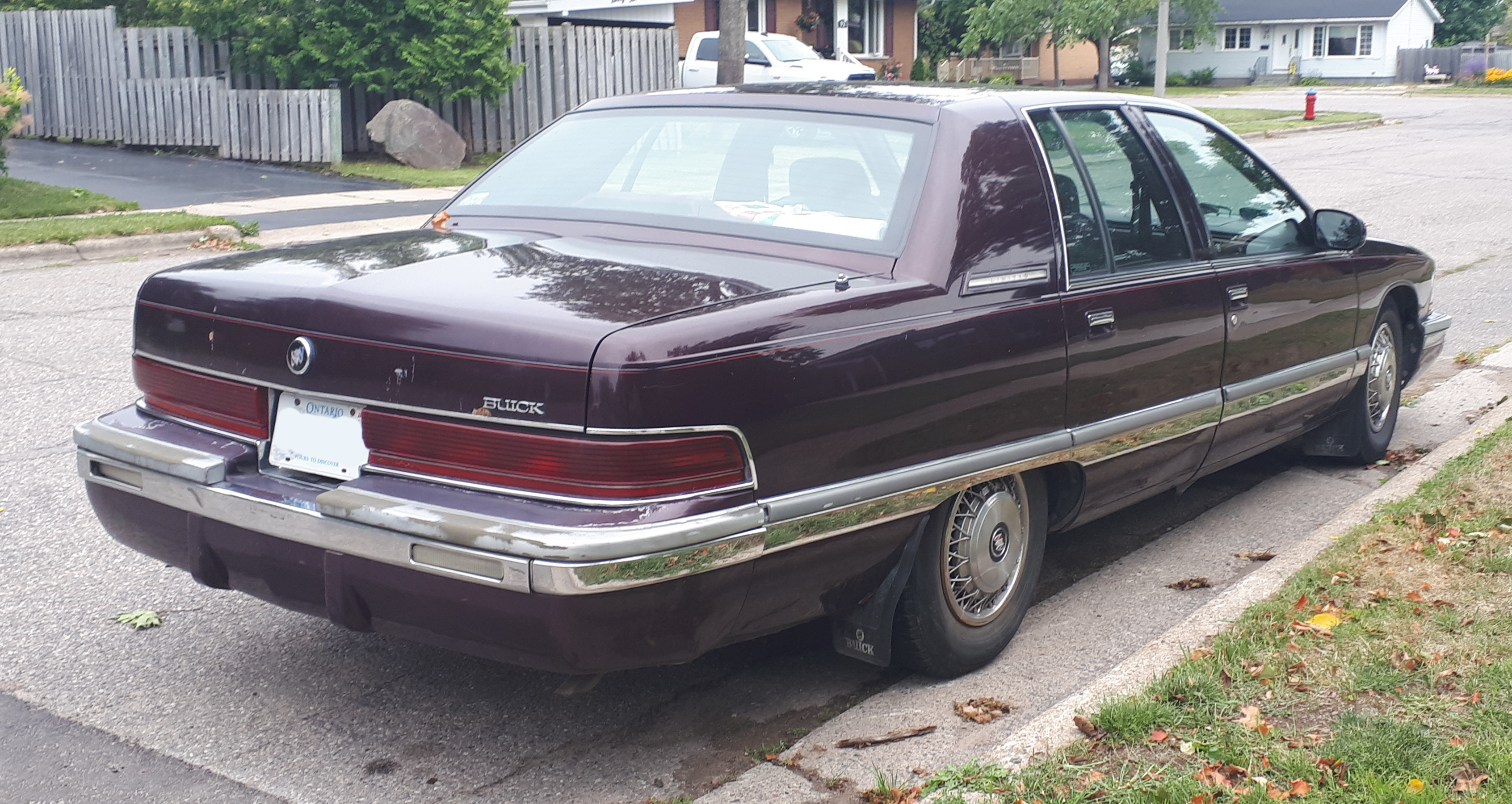
Buick Roadmaster - tył

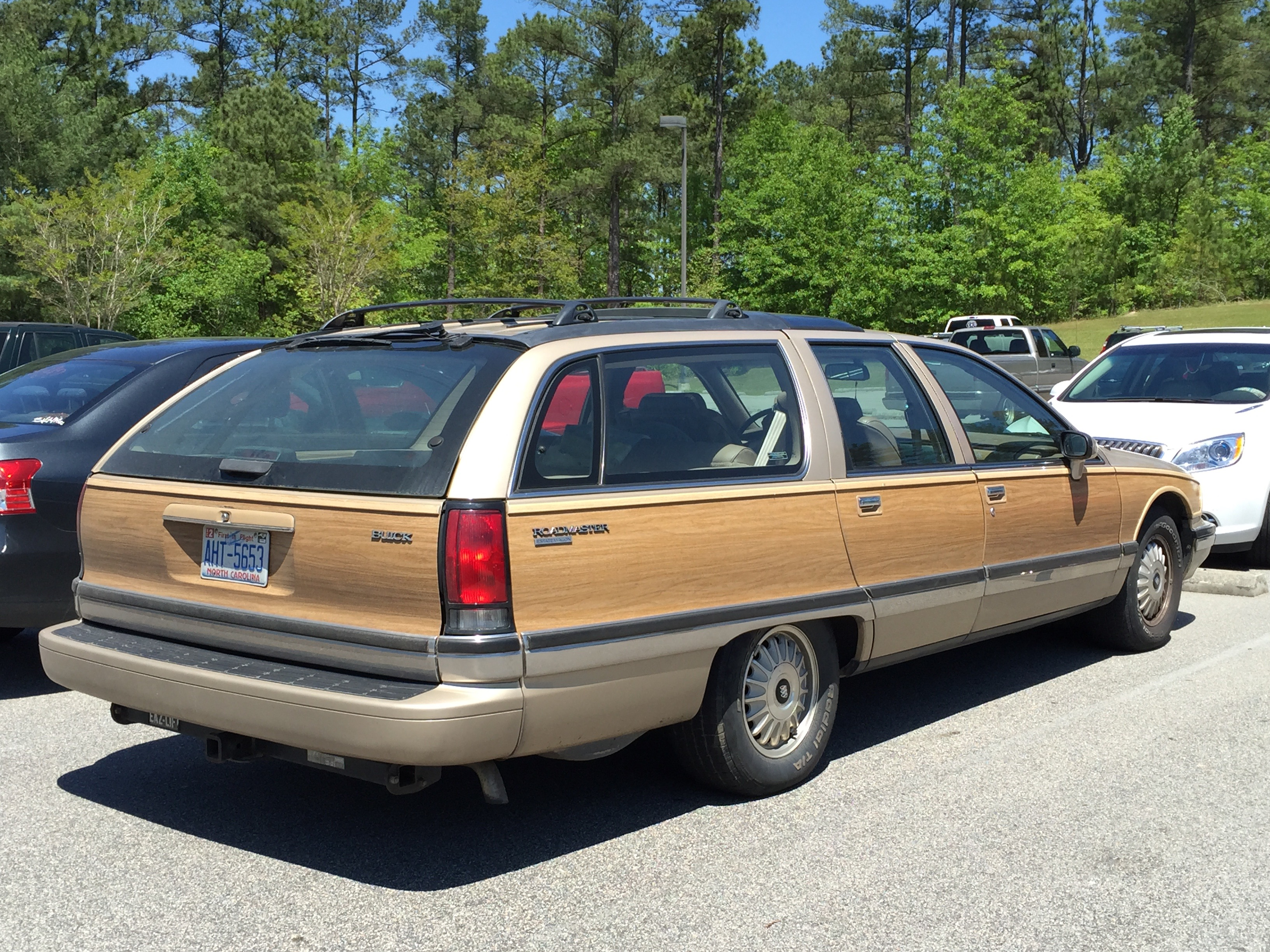
Buick Roadmaster Wagon

W 1990 roku, po ponad 32 latach przerwy, Buick zdecydował się przywrócić do użytku nazwę Roadmaster na rzecz zupełnie nowego, luksusowego samochodu, który zastąpił w ofercie modele Electra oraz Estate.
Tylnonapędowy Buick Roadmaster został zbudowany na platformie koncernu General Motors o nazwie GM B, na której oparto także modele Chevrolet Caprice oraz Oldsmobile Custom Cruiser bliźniacze wobec wyłącznie wersji kombi noszącej przydomekEstate Wagon. Odmiana sedan zachowała inny wygląd pasa przedniego, a także charakterystyczną sylwetkę ze ściętym tylnym nadkolem.
Produkcja Buicka Roadmaster trwała przez 6 lat, kończąc się w grudniu 1996 roku. Koncepcja pełnowymiarowego kombi została porzucona i nie doczekała się następcy, z kolei rolę pełnowymiarowego sedana przejęła ósma generacja modelu LeSabre.

### Wersje wyposażeniowe
- Base
- Limited

### Silniki
- V8 5.0l L03
- V8 5.7l L05
- V8 5.7l LT1